# Richard Maynard
Richard Maynard (* 30. August 1942 in Philadelphia, Pennsylvania; † 2. Januar 2007 in San Fernando Valley, Kalifornien) war ein US-amerikanischer Schriftsteller, Fernsehproduzent und Pädagoge.

## Leben
Maynard wuchs in Philadelphia auf und studierte Geschichte und Pädagogik an der Temple University, die er mit einem Bachelor und einem Master abschloss. Einen weiteren Master-Abschluss erhielt er nach dem Studium an der University of Pennsylvania und der Princeton University.
Er unterrichtete in allen Schulformen; von der High School über die Graduate School und zehn Jahre lang an der New Yorker The New School, wo er das Master-Programm im Fach Medienwissenschaften leitete. Außerdem gab er Vorlesungen am Antioch College, der University of California, Los Angeles, der University of California, Berkeley und der International School of Film & Television in San Antonio Los Baños auf Kuba. In den 1960er Jahren, während er an der Simon Gratz High School lehrte, entwickelte Maynard die Lehrpläne für Schwarze Geschichte des Philadelphia School District.
Maynard setzte sich für moderne Unterrichtsformen ein. 1977 sagte er am Teachers College der Columbia University über den Einsatz moderner Technik im Unterricht: „Most teachers cannot operate standard 16 mm projectors. At first this meant that they were reluctant to use the films, since many were too proud to admit their technical ineptitude.“ („Die meisten Lehrer können keine 16-Millimeter-Projektoren bedienen. Am Anfang bedeutete dies, dass sie nur ungern Filme im Unterricht einsetzten, da viele zu stolz waren, ihre technische Unfähigkeit zuzugeben.“)
Als Redaktionsleiter arbeitete Maynard neun Jahre lang für Scholastic Publishing und schrieb Beiträge für die Los Angeles Times, die Las Vegas Weekly und das Emmy Magazine. Von 1985 bis 1997 arbeitete Maynard als Film- und Fernsehproduzent und produzierte mehrere Filme sowie Fernsehserien. Der Film Normal Life mit Ashley Judd und Luke Perry wurde 1996 auf dem Sundance Film Festival vorgestellt. Zu seinen letzten Filmen gehörte Gold Coast (1997) mit David Caruso und Marg Helgenberger.
Zusammen mit seiner Exfrau Lorrie Maynard hatte er zwei Söhne: Jeffrey Maynard, einen Schauspieler und Lehrer, und Kevin Maynard, einen Fernsehproduzenten und Autor.

## Filmografie
Produzent
- 1985: Der Schrecken der London Bridge (Bridge Across Time)[5]
- 1987: Die Zeitfalle (Timestalkers)
- 1988: Flugzeugträger U.S.S. Georgetown (Supercarrier); Pilotfolge Deadly Enemies
- 1989: Stadt der Spieler (The Neon Empire)
- 1991: Operation Haifisch – Lautlos kommt der Tod (Mission of the Shark: The Saga of the U.S.S. Indianapolis)[6]
- 1992: Eine Nacht im Savoy (Stompin' at the Savoy)
- 1993: Der Zeuge am Fenster (Blood Brothers)
- 1996: Teuflische Versuchung (The Babysitter's Seduction)
- 1996: Normal Life
- 1997: Gold Coast